# Jessie Kampman
Jessie Kampman (2000) es una deportista francesa que compite en vela en la clase Formula Kite.
Ganó una medalla de bronce en el Campeonato Mundial de Formula Kite de 2024 y dos medallas de plata en el Campeonato Europeo de Formula Kite, en los años 2022 y 2024.

## Palmarés internacional
| \| Campeonato Mundial \| Campeonato Mundial \| Campeonato Mundial \| Campeonato Mundial \| \| Año \| Lugar \| Medalla \| Clase \| \| ------------------ \| ---------------------- \| ------------------ \| ------------------ \| \| 2024 \| Hyères (Francia) \| Medalla de bronce \| Formula Kite \| \| Campeonato Europeo \| \| \| \| \| Año \| Lugar \| Medalla \| Clase \| \| 2022 \| Náfpaktos (Grecia) \| Medalla de plata \| Formula Kite \| \| 2024 \| Los Alcázares (España) \| Medalla de plata \| Formula Kite \| |                        |                   |              |
| Campeonato Mundial |                        |                   |              |
| Año | Lugar                  | Medalla           | Clase        |
| 2024 | Hyères (Francia)       | Medalla de bronce | Formula Kite |
| Campeonato Europeo |                        |                   |              |
| Año | Lugar                  | Medalla           | Clase        |
| 2022 | Náfpaktos (Grecia)     | Medalla de plata  | Formula Kite |
| 2024 | Los Alcázares (España) | Medalla de plata  | Formula Kite |